# Santa Clara del Mar
Santa Clara del Mar ist ein Küstenort im Süden der Provinz Buenos Aires im östlichen Argentinien mit gut 5.000 Einwohnern.
Der Ort liegt zwischen der Lagune Mar Chiquita im Norden und Mar del Plata im Süden, die beide jeweils etwa 10 Kilometer entfernt sind.